# SBパートナーズ
SBパートナーズ株式会社（英：SB Partners Corp.）は、ソフトバンクグループのソフトバンク子会社で、仮想移動体通信事業者（MVNO）向けのサービスを提供する仮想移動体サービス提供者（Mobile Virtual Network Enabler、MVNE）である。本社を東京都港区に置く。

## 概要
パートナー企業がソフトバンク向けMVNOに参入する際の支援を行う予定。自社ブランドでの格安SIMや格安スマホの提供は現時点で予定していない。

## 沿革
- 2015年
  - 7月1日 - 既存企業の事業内容の変更によりSBパートナーズ株式会社設立[3]
  - 8月7日 - 日本通信がソフトバンクにレイヤー2接続を申し入れ[4]
  - 9月24日 - 日本通信がソフトバンクへHLR(Home Location Register)接続を申し入れ[5]

## 10MbpsあたりのL2接続 回線卸接続料
(2015年10月現在)
| 移動体通信事業者 | 接続料      |
| ---------------- | ----------- |
| docomo           | 945,059円   |
| KDDI             | 1,166,191円 |
| SoftBank         | 1,352,562円 |